# 화개장터 (드라마)
《화개장터》는 1991년 1월 1일 MBC에서 방영된 신년 특집 드라마다.

## 줄거리
전라도를 근거지로 한 장돌뱅이와 경상도를 근거지로 한 장돌뱅이의 대결과 화합을 그린 이야기이다.

## 등장 인물
- 김무생
- 김진태
- 김희라
- 남포동
- 박순애
- 정종준